# Висока Поляна (Шуменська область)
Висо́ка Поля́на (болг. Висока поляна) — село в Шуменській області Болгарії. Входить до складу общини Хитрино.

## Населення
За даними перепису населення 2011 року у селі проживали 207 осіб, з них 205 осіб (99,0%) — турки.
Розподіл населення за віком у 2011 році:
Динаміка населення: